# Clystea serrana
Clystea serrana är en fjärilsart som beskrevs av William Schaus 1928. Clystea serrana ingår i släktet Clystea och familjen björnspinnare. Inga underarter finns listade i Catalogue of Life.